# Edina (Missouri)
Edina è un comune degli Stati Uniti d'America, situato nello Stato del Missouri, nella contea di Knox, della quale è il capoluogo.